# Іва (Верхньосалдинський міський округ)
І́ва (рос. Ива) — селище у складі Верхньосалдинського міського округу Свердловської області.
Населення — 30 осіб (2010, 37 у 2002).
Національний склад населення станом на 2002 рік: росіяни — 95 %.